# ラーテラ
ラーテラ（伊: Latera）は、イタリア共和国ラツィオ州ヴィテルボ県にある、人口約800人の基礎自治体（コムーネ）。

## 地理

### 位置・広がり
ヴィテルボ県北部のコムーネ。県都ヴィテルボから北西へ33kmの距離にある。

#### 隣接コムーネ
隣接するコムーネは以下の通り。括弧内のGRはグロッセート県所属を示す。
- カポディモンテ
- グラードリ
- オナーノ
- ピティリアーノ (GR)
- ソラーノ (GR)
- ヴァレンターノ

### 気候分類・地震分類
ラーテラにおけるイタリアの気候分類 (it) および度日は、zona E, 2322 GGである。
また、イタリアの地震リスク階級 (it) では、zona 2B (sismicità media) に分類される。

## 行政

### 分離集落
ラーテラには、以下の分離集落（フラツィオーネ）がある。
- Cantoniera di Latera, La Buca, Valle dell'Oppio, Poggio Evangelista